# It's a Beautiful Day (Michael Bublé-sang)
 For alternative betydninger, se It's a Beautiful Day. (Se også artikler, som begynder med It's a Beautiful Day)
It's a Beautiful Day er en sang af den canadisk-italienske sanger Michael Bublé, der blev udgivet som den første single fra hans ottende studiealbum To Be Loved. Singlen blev udgivet på iTunes den 25. februar, 2013. Den toppede som nummer 10 på UK Singles Chart og den blev certificeret guld af Federazione Industria Musicale Italiana. Sangen kom også i top 5 i både Belgien, Finland, Indonesien og Japan.

## Trackliste
- German CD single[4]

1. "It's a Beautiful Day" - 3:25
2. "Hollywood" - 3:35

- 7" vinyl[5]

1. "It's a Beautiful Day" - 3:25
2. "Hollywood" - 3:34

- It's A Beautiful Day EP

1. "It's a Beautiful Day" - 3:25
2. "You'll Never Find Another Love Like Mine"
3. "Home"
4. "Me and Mrs Jones"
5. "At This Moment"

- Digital download

1. "It's a Beautiful Day" - 3:25

## Hitlister
| Hitliste (2013–14)                               | Højeste placering |
| ------------------------------------------------ | ----------------- |
| Australien (ARIA)                                | 33                |
| Østrig (Ö3 Austria Top 40)                       | 24                |
| Belgien (Ultratip Flanderen)                     | 40                |
| Belgien (Ultratip Wallonien)                     | 5                 |
| Canada (Canadian Hot 100)                        | 20                |
| Tjekkiet (Rádio Top 100)                         | 46                |
| Danmark (Track Top-40)                           | 40                |
| Finland (Suomen virallinen radiolista)           | 3                 |
| Frankrig (SNEP)                                  | 81                |
| Tyskland (Official German Charts)                | 28                |
| Iceland (Tónlist)                                | 13                |
| Irland (IRMA)                                    | 28                |
| Israel (Media Forest)                            | 7                 |
| Italien (FIMI)                                   | 16                |
| Japan (Japan Hot 100)                            | 4                 |
| Holland (Dutch Top 40)                           | 13                |
| Holland (Single Top 100)                         | 24                |
| Skotland (Official Charts Company)               | 9                 |
| Slovakiet (Rádio Top 100)                        | 83                |
| Slovenia (SloTop50)                              | 20                |
| Sydafrika (EMA)                                  | 9                 |
| Spanien (PROMUSICAE)                             | 42                |
| Schweiz (Schweizer Hitparade)                    | 32                |
| Storbritannien Singles (Official Charts Company) | 10                |
| USA Billboard Hot 100                            | 94                |
| USA Adult Top 40 (Billboard)                     | 22                |
| USA Adult Contemporary (Billboard)               | 7                 |

| Histliste (2013)                     | Placering |
| ------------------------------------ | --------- |
| Canada (Canadian Hot 100)            | 86        |
| Japan (Japan Hot 100)                | 77        |
| Italy (FIMI)                         | 89        |
| Netherlands (Dutch Top 40)           | 46        |
| UK Singles (Official Charts Company) | 139       |
| US Adult Contemporary (Billboard)    | 12        |